# 隆高地区圣米夏埃尔
隆高地区圣米夏埃尔是奥地利萨尔茨堡州隆高县的一个市镇。总面积68.8平方公里，总人口3590人，人口密度52.2人/平方公里（2005年）。